# پیلار، سوریگائو شمالی
پیلار، سوریگائو شمالی (به لاتین: Pilar, Surigao del Norte) یک منطقهٔ مسکونی در فیلیپین است که در سوریگائو شمالی واقع شده‌است. پیلار ۷۷٫۱۱ کیلومترمربع مساحت دارد.